# Acanthosiphonia
Acanthosiphonia, novi rod crvenih algi u porodici Rhodomelaceae, u koji je uključrena vrsta A. echinata, nakon što je 2019. izdvojena iz roda Neosiphonia.
Vrsta je poznata u zapadnom Atlantiku, a u prvoj polovoci 2010-tih godina prvi purta uočena je i u Indoneziji kod otoka Sulawesi.

## Sinonimi
- Polysiphonia echinata Harvey 1853
- Polysiphonia fracta Harvey 1853
- Neosiphonia echinata (Harvey) N.Mamoozadeh & D.W.Freshwater 2011